# Mira Voglar
Mira Voglar, slovenska skladateljica in pedagoginja, * 1. maj 1935, Ravne na Koroškem.

## Življenje
Študij muzikologije in glasbene pedagogike je končala leta 1969 na Filozofski fakulteti v Ljubljani, podiplomski študij glasbene pedagogike pa na Akademiji za glasbo v Ljubljani. Poučevala je metodiko glasbene vzgoje na Srednji vzgojiteljski šoli v Ljubljani, zatem, do upokojitve, pa je bila profesorica na Pedagoški fakulteti v Ljubljani. Mira Voglar je avtorica glasbenih pravljic, glasbeno didaktičnih iger, ugank, izštevank, radijskih in televizijskih oddaj, scenske glasbe za otroška gledališča in pesmi za otroke. Je tudi avtorica knjig za vzgojitelje in učitelje in utemeljiteljica sodobne predšolske glasbene vzgoje. Leta 1981 je prejela Žagarjevo priznanja za delo na vzgojno-izobraževalnem področju.

## Značilnosti otroških pesmi Mire Voglar
Veliko otroških pesmi Mire Voglar je ponarodelih. Pesmi lahko otroci ne le prepevajo, ampak tudi spremljajo z malimi instrumenti. Melodije so preproste, vesele, igrive. Pesmi govorijo o stvareh, ki so otrokom dobro znane, o ljudeh, predmetih, živalih. V pesmih so velikokrat uporabljene pomanjševalnice, medmeti, ponavljanja. Pesmi imajo otroci radi, ker jih lahko prepevajo in pri tem uporabljajo male instrumente.